# Yui Minami
Saaya Osako (大迫 沙綾 Ōsako Saaya?,  née Ogura (小倉?), nascută 5 august 1990, în Prefectura Saitama, Japonia), cunoscută ca Yui Minami (南 結衣 Minami Yui?), este un gravure idol și o fosta actriță copil care este reprezentată de agenție de talente JMO.
Ea este poreclit YuiYui (ゆいゆい?). A absolvit Universitatea Ryutsu Keizai  Departamentul de Sociologie.